# غياب الأعراض

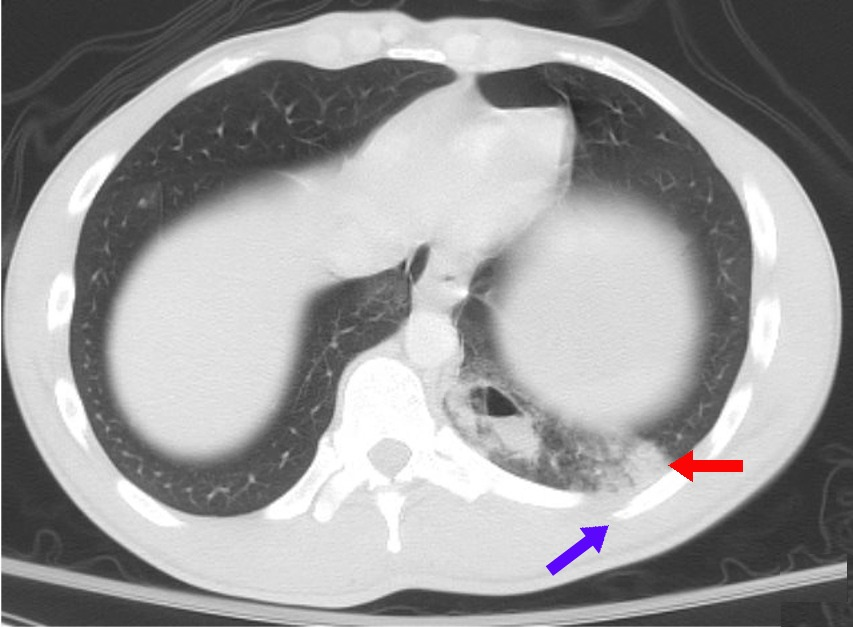
الكدمة الرئوية الناتجة عن الرضح مثالاً على حالة قد تكون غير مصحوبة بأعراض في نصف الأفراد فلا تظهر عليهم أي علامات أعراض أولية لأن هذه الأعراض قد تأخذ بعض الوقت حتى تتطور. ويُظهر التصوير المقطعي المحوسب الكدمة الرئوية (سهم أحمر) مصحوبة بـ كسر ضلعي (سهم أزرق).

في الطب، يتم التعامل مع المرض باعتباره عديم الأعراض إذا كان المريض حاملاً للمرض أو العدوى ولكنه لا يعاني من أي أعراض. وتكون الحالة عديمة الأعراض إذا لم تظهر فيها الأعراض الظاهرة التي عادةً ما تكون مصاحبة لها. وتسمى العدوى غير المصحوبة بأعراض باسم العدوى دون السريرية. كما يُستخدم مصطلح الصامت سريريًا.
ويعد معرفة أن الحالة عديمة الأعراض أمرًا مهمًا لأن:
- الأعراض قد تتطور لاحقًا وهذا يتطلب إما الترقب والانتظار أو المعالجة المبكرة.
- ربما تتعافى من ذاتها أو تصبح حميدة.
- يجب على كل شخص أن يخضع للمعالجة لئلا تتسبب الحالة في مشكلات طبية لاحقة مثل ارتفاع ضغط الدم وفرط شحوم الدم.[1]
- كن حذرًا من المشكلات المحتملة: فـ قصور الدرقية غير المصحوب بأعراض يجعل الشخص عرضة للإصابة بـ متلازمة كورساكوف فيرنيكيه أو البري بري بعد الجلوكوز الوريدي.[2]
- ربما يكون الشخص المصاب معديًا وينشر العدوى دون إرادته إلى الآخرين.

## الحالات
قد لا تُكتشف الحالات غير المصحوبة بأعراض حتى يخضع المريض لاختبارات طبية (الأشعة السينية أو غيرها من الفحوصات). وربما يظل بعض الناس دون أعراض ظاهرة لمدة طويلة ولافتة للنظر كما هو حال المرضى ببعض أنواع السرطان. وإذا كان المريض لا تظهر عليه الأعراض فلابد من اتخاذ اجراءات وقائية.
فقد يكون التركيب الجيني للشخص المريض مؤخرًا أو مانعًا لبدء ظهور الأعراض.

## القائمة
فيما يلي الحالات التي تم تسجيل عدد كافٍ من الأفراد المصابين بها دون إصابتهم بأي بأعراض والتي ظهرت سريريًا. للاطلاع على القائمة الكاملة لأنواع العدوى غير المصحوبة بأعراض، انظر العدوى دون السريرية.
- بيلة آلكابتونية
- تضيق الصمام الأبهري
- الرجفان الأذيني
- التهاب الحشفة الجفافي المسد
- مرض اللمفية ظهارية الحميد
- التحويلة القلبية
- تسلخ الشريان السباتي
- لغط السباتي
- ورم وعائي كهفي
- خضروم (ساركومةٌ نِقَوِيَّةٌ)
- ابيضاض الدم النقوي المزمن
- داء بطني
- داء شريان القلب التاجي
- اعتلال الشبكية السكري
- بيلة فركتوزية أساسية
- ورم عابي غدي دهني جريباني
- ورم أرومي دبقي متعدد الأشكال (أحيانًا)
- ألدوستيرونية قشرانية سكرية يمكن علاجها
- فقر الدم الناجم عن عوز سداسي فوسفات الجلوكوز النازع للهيدروجين
- مرض كثرة الكريات الإهليلجية الوراثي
- احولال تلوي
- فرط ضغط الدم (ارتفاع ضغط الدم)
- وجود الهيستيدين في الدم
- فرط الألدوستيرونية
- فرط شحميات الدم
- فرط شحميات الدم النوع رقم 1
- قصور الدرقية
- فرط ضغط الدم
- الفرفرية القليلة الصفيحات المجهولة السبب
- افتكاك القزحية (الصغيرة)
- متلازمة ليش - نيهان (الحاملات الأنثوية)
- تغيير وضع الشرايين الكبيرة المياسر
- رتج ميكل
- ورم وعائي ميكرو وريدي
- انسدال الصمام التاجي
- كثرة اللمفاويات الكبروية في الخلايا البائية أحادية النسيلة
- ورم شحمي نقوي
- وهدة القرص البصري
- هشاشة العظام
- قدم عالية التقوس
- كثرة الخصى
- مقدمات الارتعاج
- ما قبل فرط ضغط الدم
- تبارز الحق
- كدمة رئوية
- الحماض الأنبوبي الكلوي
- قيلة منوية
- ورم سحائي لجناح العظم الوتدي
- ورم وعائي عنكبي
- الاحتشاء الطحالي (إلا أنه غير نموذجي)
- نزف تحت العنكبوتية
- حصاة لوزية
- سكري النمط الثاني
- الورم المهبلي داخل الظهارة
- داء ويلسون